# كيم وون إيل
كيم وون إيل (مواليد 3 يناير 1982) هو ملاكم كوري جنوبي، مثّل بلاده في الألعاب الأولمبية الصيفية 2004.

## روابط خارجية
كيم وون إيل على موقع أوليمبيديا (الإنجليزية)